# Openlijke geweldpleging
Openlijke geweldpleging of gezamenlijke openlijke geweldpleging is in het Nederlands strafrecht het openlijk in vereniging plegen van geweld tegen personen of goederen. Het zelf plegen van geweld is sinds 2000 geen vereiste meer voor openlijke geweldpleging. Een individu dat niets doet maar slechts deel uitmaakt van de groep waarin één of meer geweldplegers zitten, maakt zich niet zonder meer schuldig aan openlijke geweldpleging. Hiervoor is een werkelijke bijdrage aan het geweld vereist. Deze bijdrage hoeft niet te bestaan uit het plegen van geweld, maar kan ook bestaan uit het verschaffen van middelen of het aanmoedigen van het geweld. In de memorie van toelichting stelt de minister van justitie dat "de betekenis dat de betrokkene een bijdrage moet leveren, moet niet worden onderschat.
In lid 3 van de delictsomschrijving is bepaald dat artikel 81 buiten toepassing blijft. Artikel 81 van het Wetboek van Strafrecht: "Met het plegen van geweld wordt gelijkgesteld het brengen in een staat van bewusteloosheid of onmacht."
Dit strafbare feit is een misdrijf, en het is daarom geregeld in het tweede boek van het Wetboek van Strafrecht. De strafbepaling is opgenomen in artikel 141. Dit artikel trad op 1 september 1886 in werking en werd gewijzigd in 1984 en 2000.

## Wijziging in 2000
Op 12 mei 2000 trad de tweede wijziging van dit wetsartikel in werking. De Wet van 25 april 2000 tot wijziging van artikel 141 van het Wetboek van Strafrecht verruimde de strafbaarstelling van openlijke geweldpleging. Het maakte deel uit van een viertal wetswijzigingen om het Europees kampioenschap voetbal 2000 "in goede banen te leiden". Alleen SP en GroenLinks stemden tegen dit voorstel.
Deze wijziging verving de woorden "met verenigde krachten" door "in vereniging". Vóór deze wijziging las artikel 141 lid 1 van het Wetboek van Strafrecht dus als volgt: "Zij die openlijk met verenigde krachten geweld plegen tegen personen of goederen...". Deze wijziging strekte ertoe dat ook een betrokkene van wie niet een gewelddadige handeling uitgaat kan worden veroordeeld als hij op andere wijze bijdraagt aan de openlijke geweldpleging, bijvoorbeeld door aanmoediging.
| Wet(boek)    | Strafrecht |
| Artikel      | art. 141 Sr |
| Omschrijving | 1. Zij die openlijk in vereniging geweld plegen tegen personen of goederen, worden gestraft met gevangenisstraf van ten hoogste vier jaren en zes maanden of geldboete van de vierde categorie. 2. De schuldige wordt gestraft: 1°. met gevangenisstraf van ten hoogste zes jaren of geldboete van de vierde categorie, indien hij opzettelijk goederen vernielt of indien het door hem gepleegde geweld enig lichamelijk letsel ten gevolge heeft; 2°. met gevangenisstraf van ten hoogste negen jaren of geldboete van de vijfde categorie, indien dat geweld zwaar lichamelijk letsel ten gevolge heeft; 3°. met gevangenisstraf van ten hoogste twaalf jaren of geldboete van de vijfde categorie, indien dat geweld de dood ten gevolge heeft. 3. Artikel 81 blijft buiten toepassing. |